# New England Revolution
Los New England Revolution (en español: Revolución de Nueva Inglaterra) son un equipo profesional de fútbol de los Estados Unidos con sede en el Gran Boston, fundado el 17 de octubre de 1996. Actualmente compiten en la Conferencia Este de la Major League Soccer y disputan sus partidos como local en el Gillette Stadium, con capacidad para 68 756 espectadores, ubicado en el pueblo de Foxborough.

## Historia
Fundado en 1995 y es uno de los equipos fundadores de la MLS. El área de Boston estuvo representada anteriormente por New England Tea Men y Boston Minutemen, que jugaron en la North American Soccer League original. Sin embargo, cada equipo luchó por la solvencia financiera en Massachusetts y se retiró. Se trata del único equipo de la Major League Soccer al igual que Los Angeles Galaxy en perder tres finales de la MLS Cup de forma consecutiva y, tiene 5 finales perdidas (2002, 2005, 2006, 2007 y 2014), récord de la liga. Pero en 2007 logró ganar la U.S. Open Cup y en 2008 la SuperLiga Norteamericana. También ha logrado ser campeón de la Conferencia Este tres veces en 2002, 2005 y 2007.

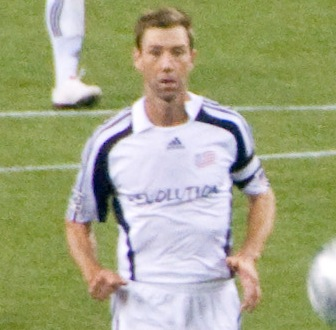
Steve Ralston lideró al club para llegar a cuatro finales de la MLS Cup.

El principal rival del club es ampliamente considerado como el New York Red Bulls, aunque en los últimos años la Revolución ha construido rivalidades con otros equipos de la Conferencia Este, D.C. United y el Chicago Fire, y sus dos oponentes de tiempo de la Copa MLS, el Houston Dynamo. Clubes de seguidores del equipo se llama los Jinetes de la medianoche, el Ejército de Rev y la Rebelión. El nombre de 'Midnight Riders "es en honor a los juegos famosos de Paul Revere y William Dawes, quien anunció la salida de las tropas británicas de Boston a Concord al inicio de la Guerra de Independencia de los Estados Unidos. Los Jinetes de Medianoche, La Rebelión, y el Ejército Rev ocupar la tribuna norte del estadio, que han apodado "El Fuerte". El Fuerte es una sección de admisión general y toma su nombre del tema revolucionario que atraviesa el equipo y las asociaciones de aficionados independientes.

## Televisión y radio
Los partidos del club son transmitidos de a nivel local por Comcast SportsNet New England en alta definición. Los partidos transmitidos de a nivel nacional por ESPN, ESPN2 y Fox Soccer Channel, también son transmitidos por la radio WBZ-FM pero esto es una transmisión simultánea de la alimentación del televisor. Brad Feldman maneja en la TV y la radio con Paul Mariner haciendo comentarios de color. Partidos habían sido transmitidos en WSBK-TV en definición estándar. Antes de 2021, los partidos se transmitían localmente en NBC Sports Boston.

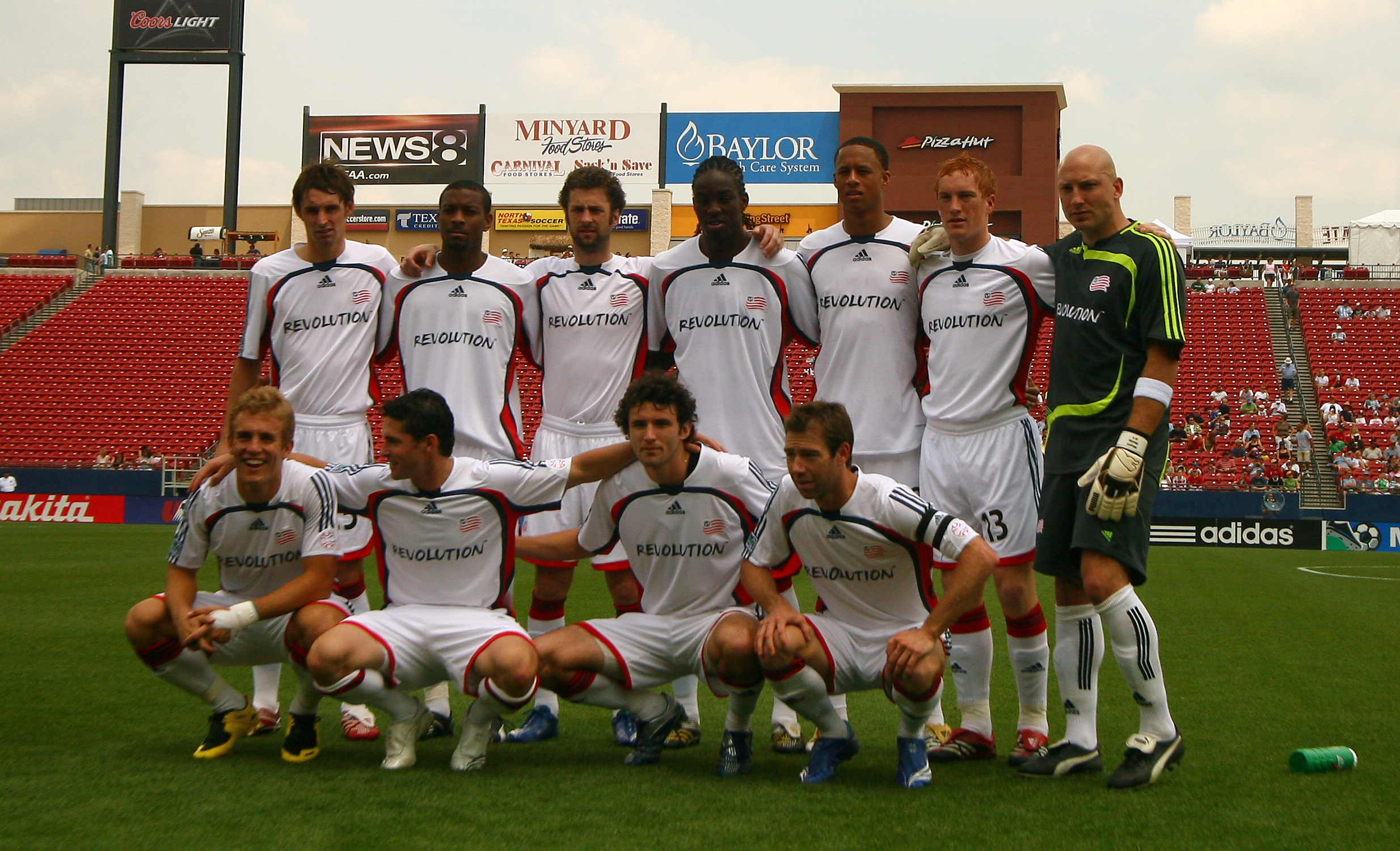
New England Revolution en 2007.

## Uniforme
- Uniforme titular: Camiseta azul con franja horizontal blanca, pantalón rojo y medias azules.
- Uniforme alternativo: Camiseta blanca con mangas celestes, pantalón celeste y medias blancas.

### Evolución del uniforme

#### Local
| 1996      | 2006–2007 | 2008–2009 | 2010–2011 | 2012–2013 | 2014–2015 | 2016–2017 | 2018–2019 | 2020–2021 |
| 2020–2021 | 2024–     |           |           |           |           |           |           |           |

#### Visita
| 1996      | 2006–2007 | 2008–2009 | 2010–2011 | 2012–2014 | 2015–2016 | 2017–2018 | 2019–2020 | 2021–2022 |
| 2023–2024 | 2025–     |           |           |           |           |           |           |           |

#### Tercero
| 1998 | 2025 |

## Estadio

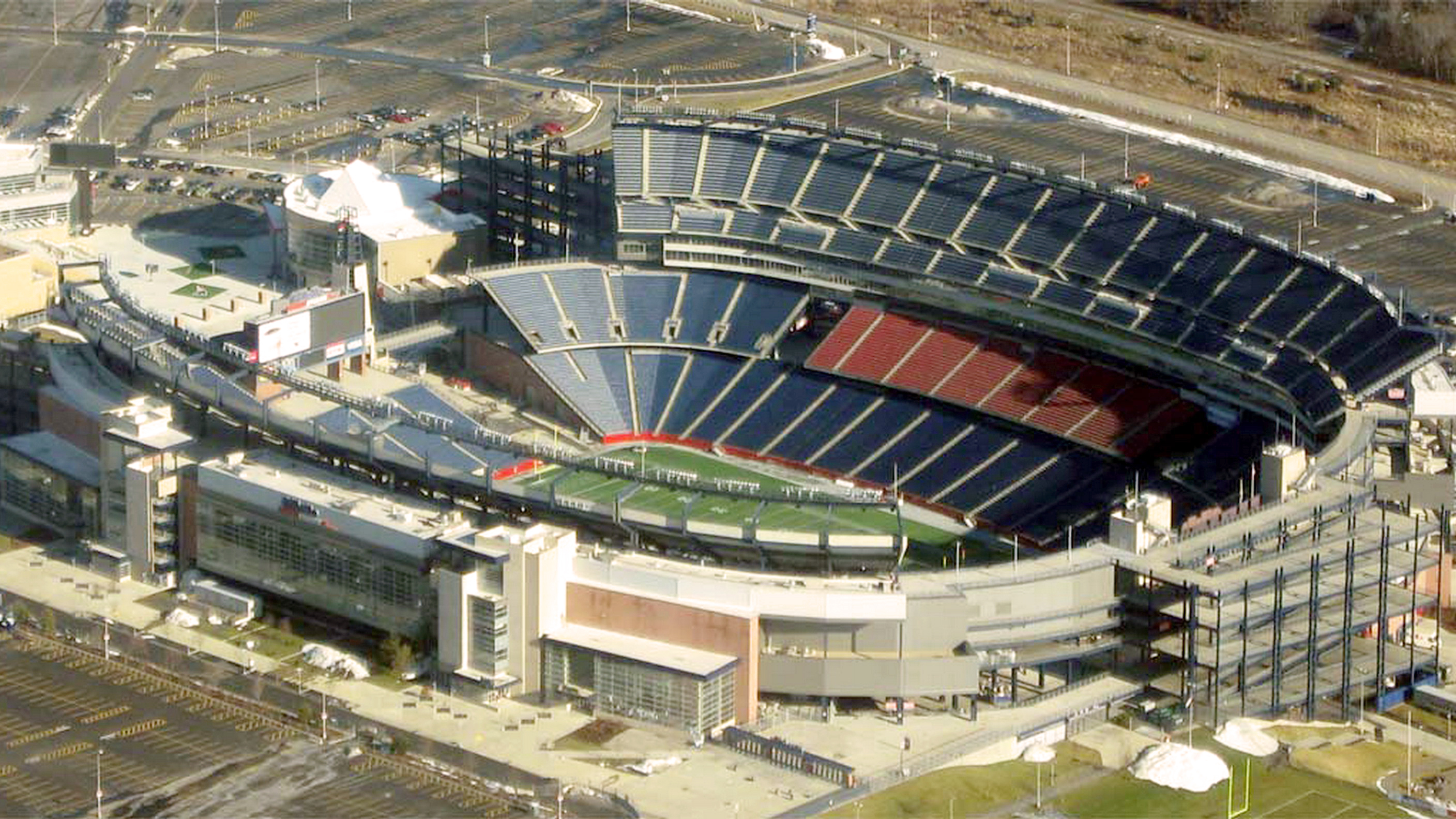
Gillette Stadium inauguración del estadio en 2002.

- Foxboro Stadium; Foxborough, Massachusetts (1996–2001)
- Gillette Stadium; Foxborough, Massachusetts (2002–presente)

Anteriormente jugaba en el Foxboro Stadium desde 1996 a 2001. Desde 2002 juega en el Gillette Stadium, estadio donde también juegan los New England Patriots de la National Football League.

## Jugadores

### Más apariciones en club
- Actualizado al 30 de septiembre de 2024.

| # | Jugador        | Años           | Liga | Playoffs | Copas Nacionales | Copas Internacionales | Total |
| - | -------------- | -------------- | ---- | -------- | ---------------- | --------------------- | ----- |
| 1 | Andrew Farrell | 2013–          | 342  | 15       | 14               | 10                    | 381   |
| 2 | Shalrie Joseph | 2003–2012 2014 | 260  | 21       | 1                | 13                    | 295   |
| 3 | Matt Reis      | 2001–2009      | 248  | 21       | 4                | 16                    | 289   |
| 4 | Jay Heaps      | 2019–          | 243  | 28       | 2                | 11                    | 284   |
| 5 | Diego Fagúndez | 2010–2021      | 261  | 4        | 13               | 0                     | 278   |

### Máximos goleadores
- Actualizado al 10 de julio de 2025.

| # | Jugador         | Años           | Liga | Playoffs | Copas Nacionales | Copas Internacionales | Total |
| - | --------------- | -------------- | ---- | -------- | ---------------- | --------------------- | ----- |
| 1 | Taylor Twellman | 2002–2010      | 101  | 10       | 1                | 0                     | 112   |
| 2 | Lee Nguyen      | 2012–2018 2020 | 52   | 2        | 1                | 0                     | 55    |
| 3 | Diego Fagúndez  | 2010–2021      | 53   | 0        | 1                | 0                     | 54    |
| 4 | Teal Bunbury    | 2014–2021      | 45   | 2        | 6                | 0                     | 53    |
| 5 | Carles Gil      | 2019–act.      | 47   | 2        | 3                | 0                     | 52    |

## Entrenadores

### Cronología de los entrenadores
- Frank Stapleton (1996)
- Thomas Rongen (1997-1998)
- Walter Zenga (1999)
- Steve Nicol (1999) (interino)
- Fernando Clavijo (2000-2002)
- Steve Nicol (2002-2011)
- Jay Heaps  (2012-2017)
- Tom Soehn (2017) (interino)
- Brad Friedel (2017-2019)
- Mike Lapper (2019) (interino)
- Bruce Arena (2019-2023)
- Richie Williams (2023) (interino)
- Clint Peay (2023) (interino)
- Caleb Porter (2023-presente)

## Palmarés

### Torneos nacionales
- Subcampeón de la Copa MLS (5): 2002, 2005, 2006, 2007, 2014
- Lamar Hunt U.S. Open Cup (1): 2007
- Subcampeón Lamar Hunt U.S. Open Cup (2): 2001, 2016
- Conferencia Este (play off): 2002, 2005, 2006, 2007, 2014
- MLS Supporters' Shield (1): 2021

### Torneos internacionales no oficiales
- SuperLiga Norteamericana (1): 2008
- Subcampeón SuperLiga Norteamericana (1): 2010